# Памятник Победы (Нетания)
Монумент победы Красной армии над нацистской Германией (ивр. אנדרטה לציון ניצחון הצבא האדום על גרמניה הנאצית‎) — мемориальный комплекс в израильском городе Нетания, посвященный героическому подвигу воинов Красной Армии, победивших нацизм. Создан по решению правительства Израиля с согласия российского правительства.

## История
О намерении Израиля построить памятник в честь Красной Армии было впервые объявлено премьер-министром Израиля Биньямином Нетаньяху в феврале 2010 года, во время встречи с главой правительства Российской Федерации Владимиром Путиным, проходившей в Москве. В тот период — в год 65-летия Победы — это предложение было для российской стороны неожиданным.
Обсуждались варианты места установки памятника. В Москве высказывалась идея установки его в Иерусалиме, но этот вариант был отклонён как проблематичный. В итоге было принято решение о возведении памятника в Нетании.
Председатель коалиции Зеэв Элькин тогда так прокомментировал идею создания памятника: 

Поддержка этой инициативы позволяет продемонстрировать понимание Израилем огромной роли советской армии в победе над фашизмом и спасении евреев Восточной Европы. Не секрет, что многие израильтяне, в том числе политики, все ещё считают, что ту войну выиграли американцы… Я думаю, что Нетаниягу ещё раз продемонстрировал, что он умеет быстро воспринимать новые идеи, и выступил с заявлением по поводу скорого открытия памятника советскому воину-освободителю, что, кстати, явилось полной неожиданностью для его ближайшего окружения. Польза такой инициативы очевидна.— 
.
В октябре 2011 года была создана совместная израильско-российская комиссия для оценки проектов по дизайну монумента. В состав комиссии вошли: от Израиля — секретарь правительства, гендиректор канцелярии премьер-министра, руководитель национального штаба по разъяснительной работе, мэр города Нетания, два представителя Комитета по высшему образованию, председатель Основного Фонда («Керен ха-Йесод»), замдиректора МИД; от России — посол России в Израиле и представитель министерства культуры РФ.
На проведённом конкурсе проектов памятника победил авторский коллектив из России — Салават Щербаков, Василий Перфильев, Михаил Народицкий. Возведением руководил нетанийский скульптор Хен Винклер.
Проект памятника был представлен президенту России Дмитрию Медведеву и премьер-министру Владимиру Путину в марте 2011 года, в Москве, в присутствии победителей конкурса.
Зеэв Элькин тогда сказал: 

На фоне демонтажа памятников солдатам-освободителям в ряде бывших советских республик [в Грузии, Узбекистане и странах Балтии], россиянам очень приятно видеть, что есть страны, в которых помнят подвиг советских солдат.— 
.
Мемориал торжественно открыт 25 июня 2012 года. В церемонии приняли участие президенты Израиля Шимон Перес и России Владимир Путин, мэр Нетании Мирьям Файерберг, другие официальные лица и ветераны Великой Отечественной войны.
Стоимость строительства мемориала составила приблизительно два миллиона долларов. Генеральными спонсорами выступили Российский еврейский конгресс (РЕК), выделивший около 500 тысяч долларов на памятник, и Израильский национальный фонд «Керен ха-Йесод».

## Описание
Мемориал состоит из двух частей, символизирующих переход от тьмы к свету и связующих победу Красной Армии над нацизмом с прекращением Холокоста и последующим воссозданием еврейского государства, — чёрного бункера и двух огромных белых крыльев.
Вторая мировая война скульптурно представлена в чёрном бункере. Справа представлена Катастрофа европейского еврейства, а слева — основные сражения на протяжении всего периода Великой Отечественной войны.
Вторая часть композиции представляет собой два белых крыла, символизирующих победу, надежду и память. Аллегорически эта часть соотносится с «Журавлями». По другой версии, это взлетающие к небу белые крылья голубя — символ мира и добра.
Мемориал находится на побережье Средиземного моря, неподалёку от мемориала павшим воинам Израиля «Яд ле-Баним», памятника израильским артиллеристам, памятника бригады «Александрони» и памятника еврейским беженцам из Словакии.

Монумент победы Красной армии над нацистской Германией
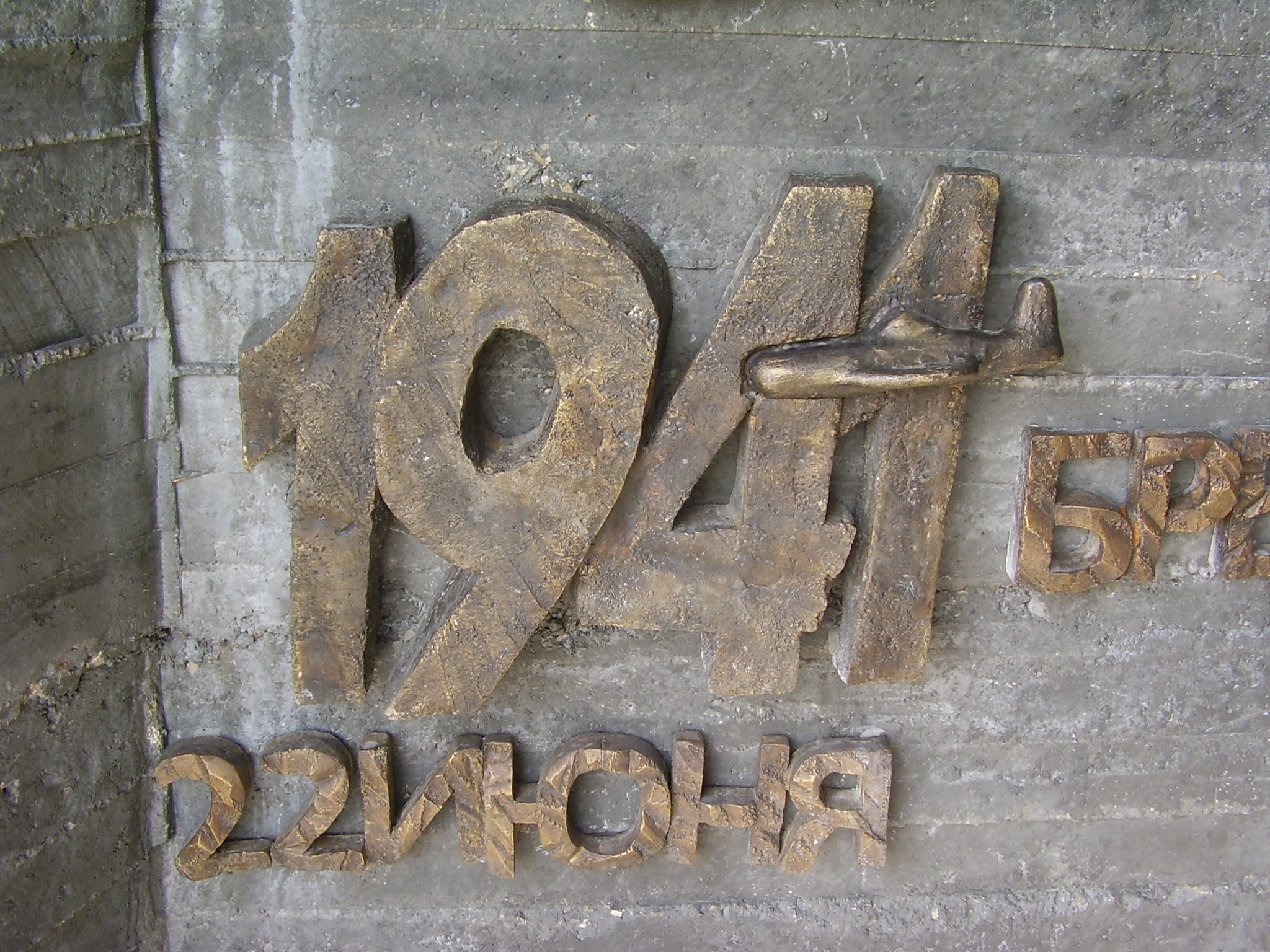
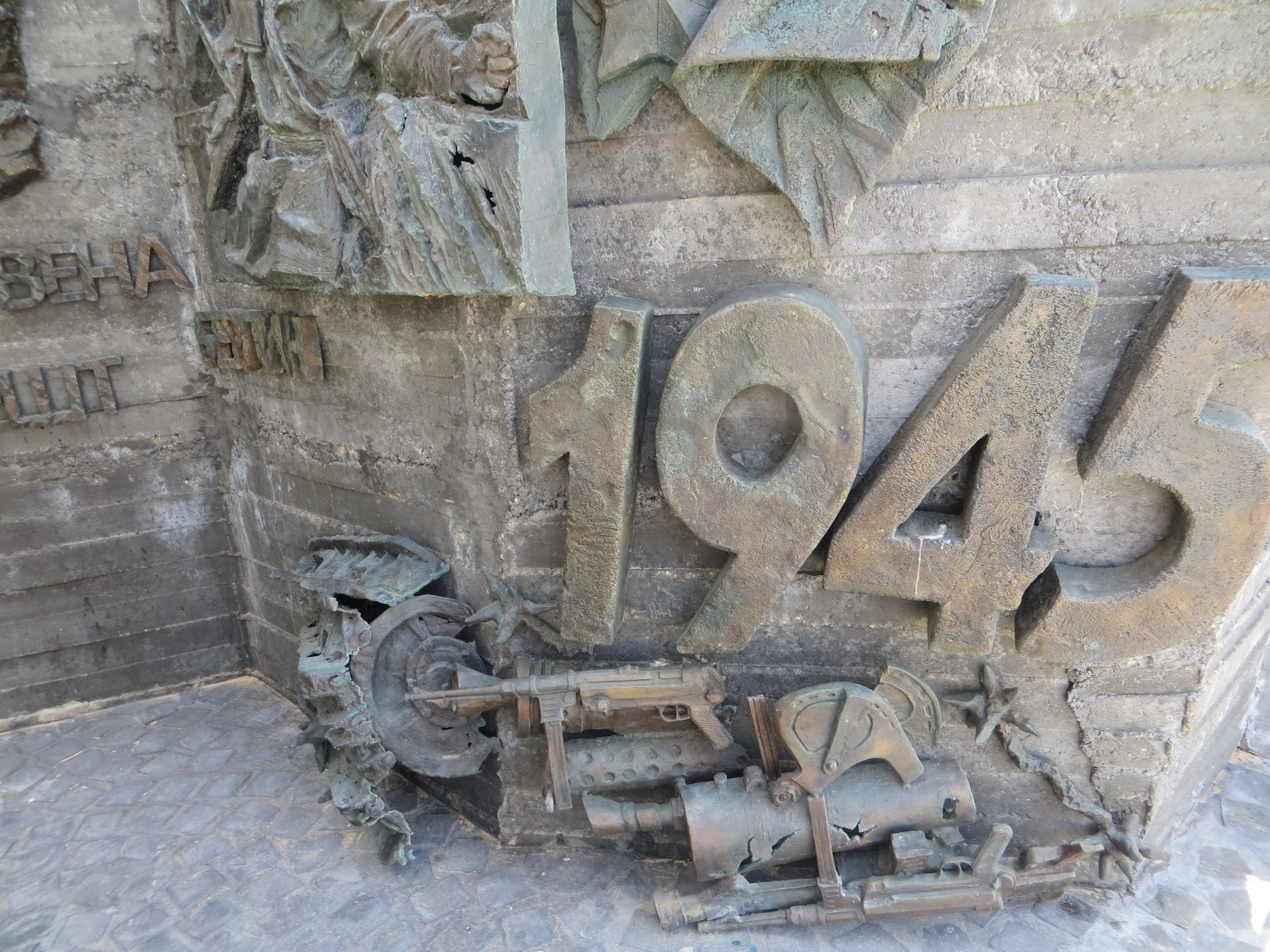
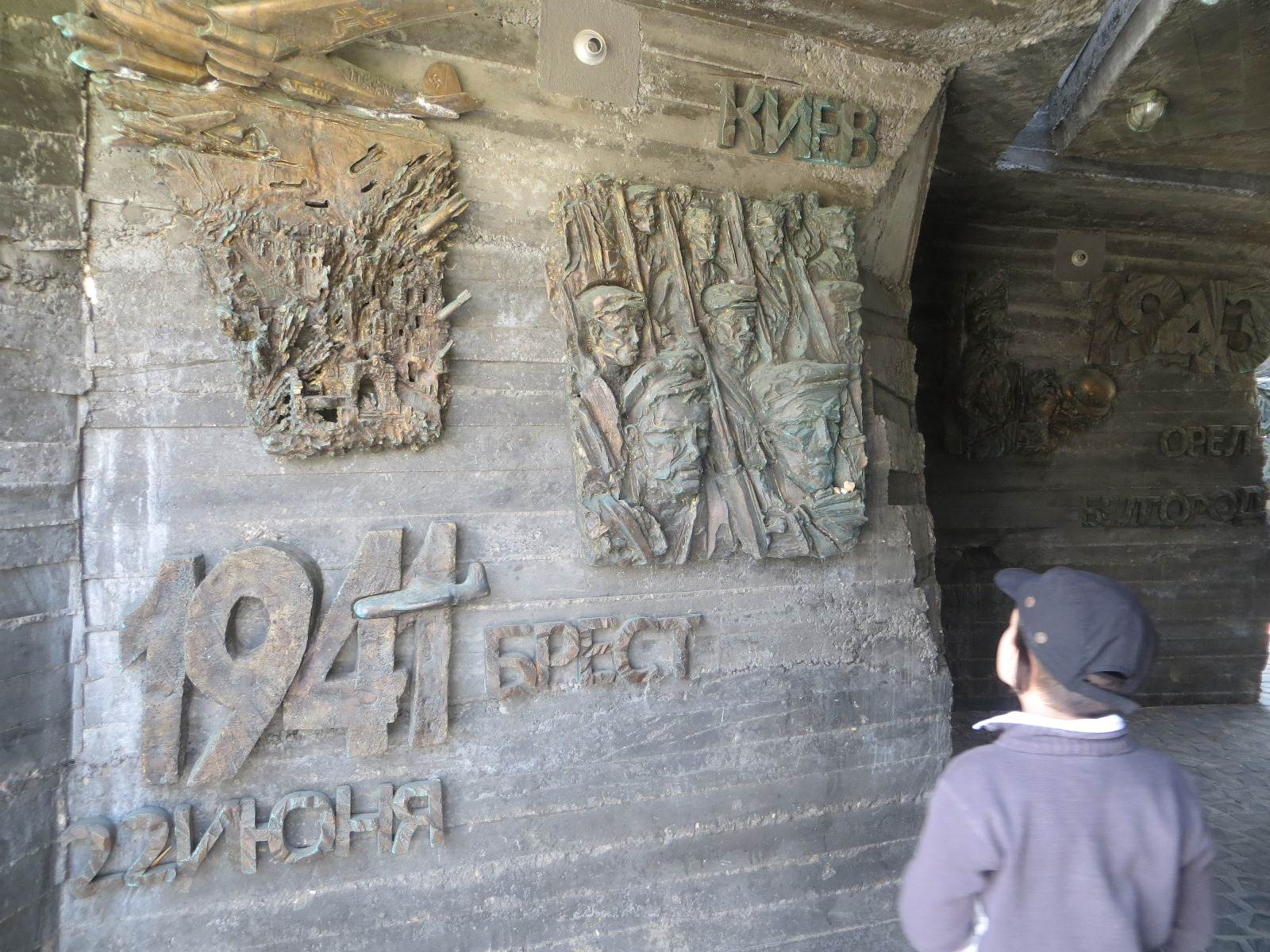
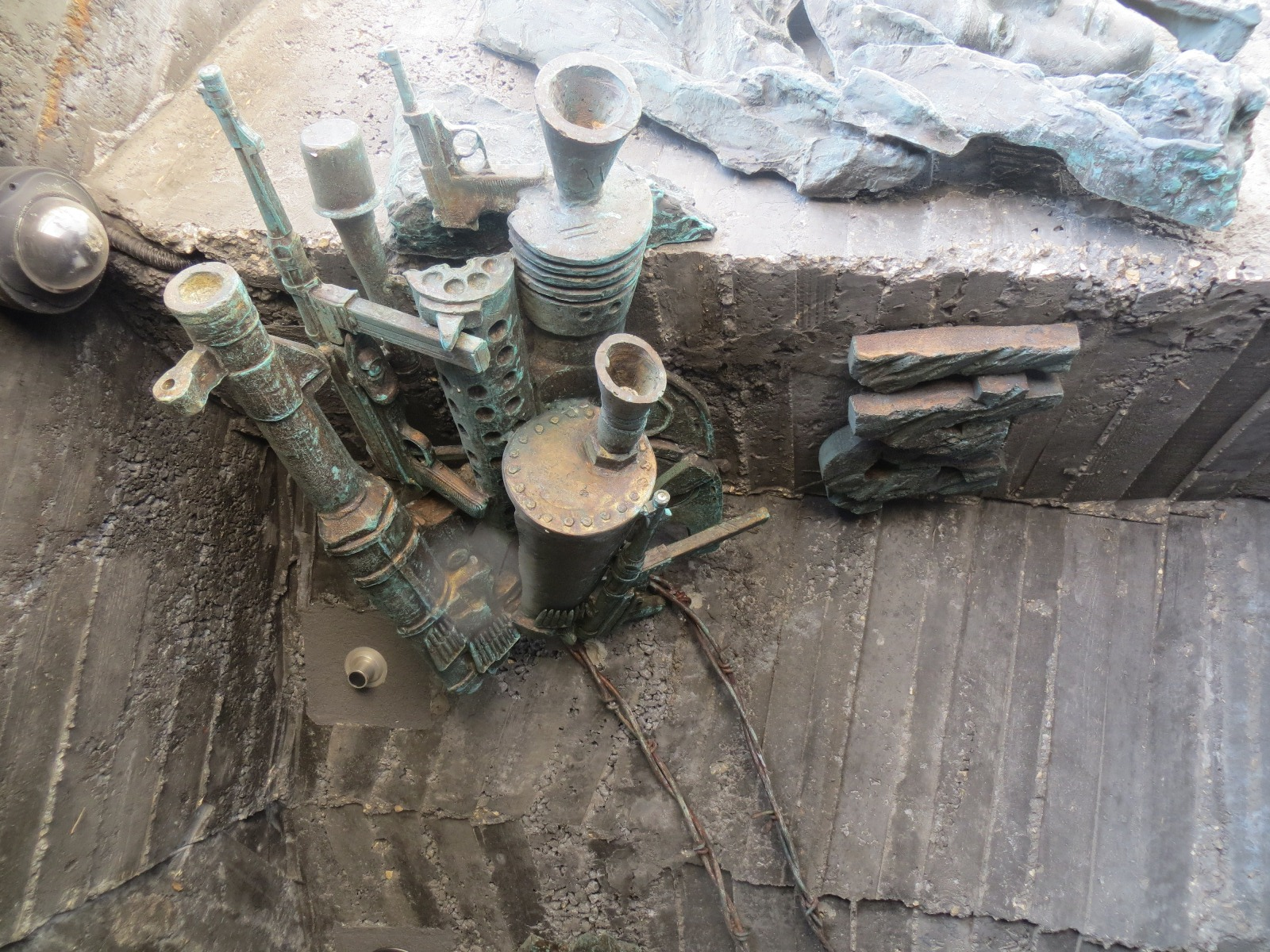
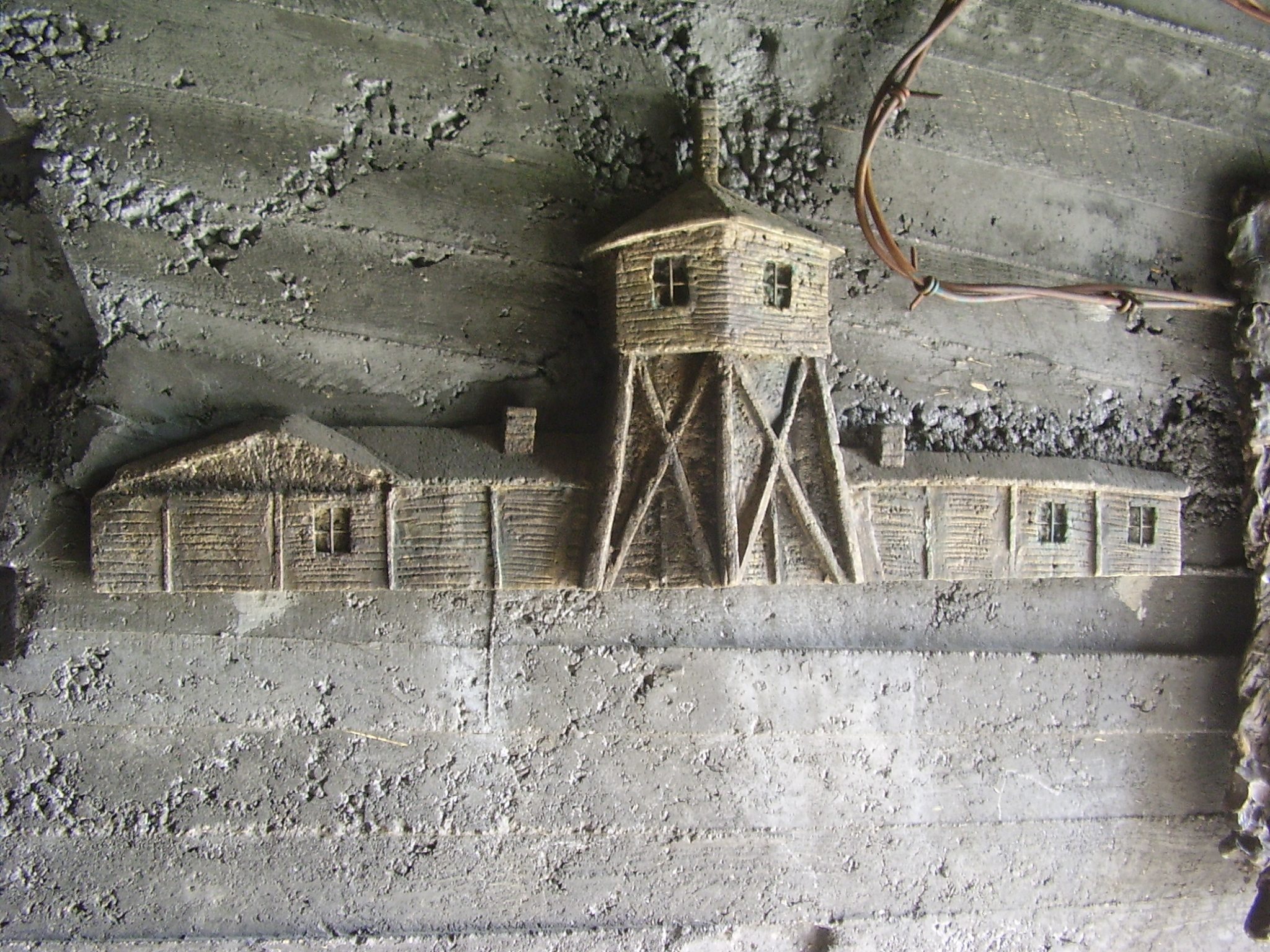
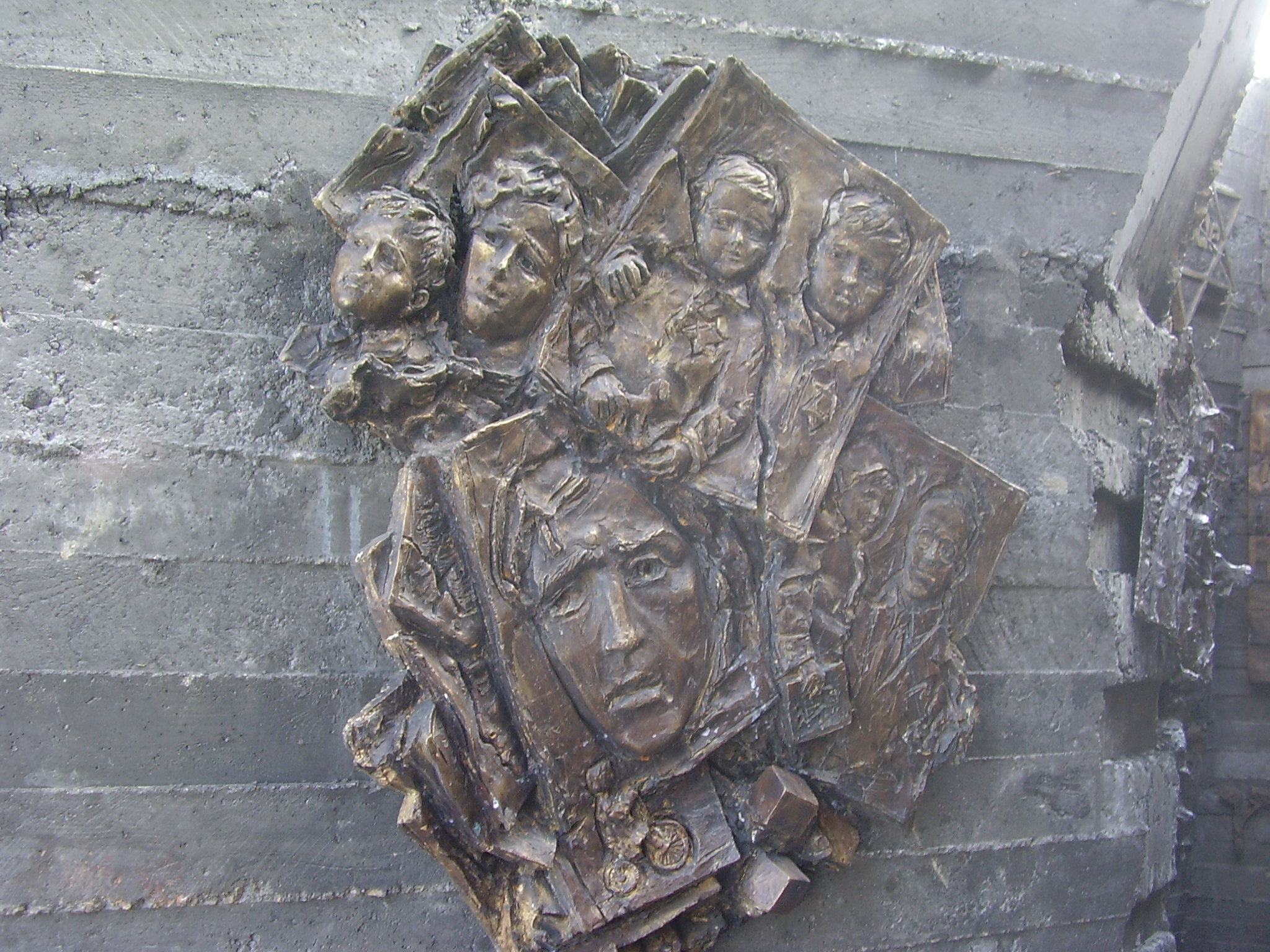
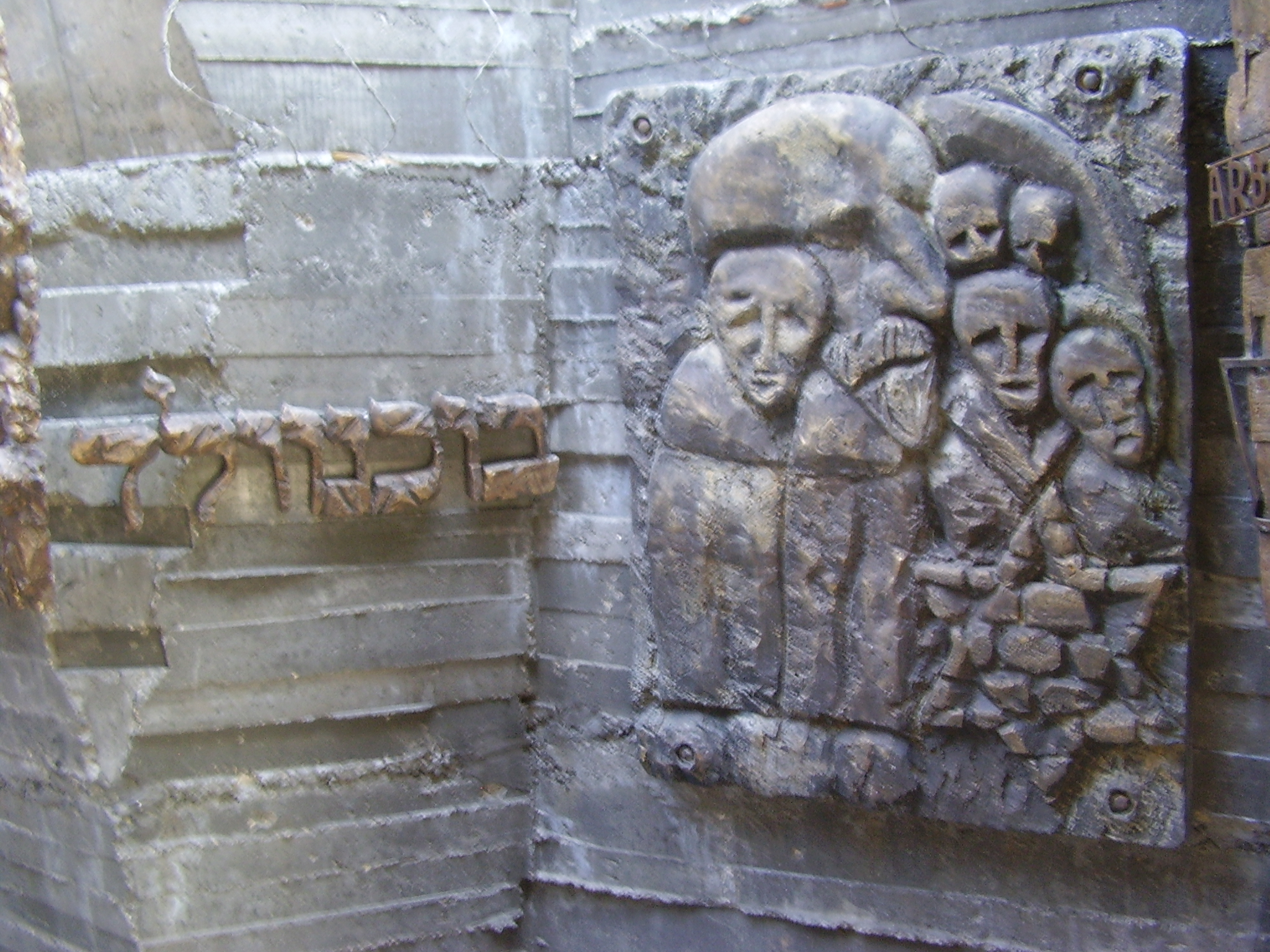